# Нюрнбергский процесс по делу IG Farben

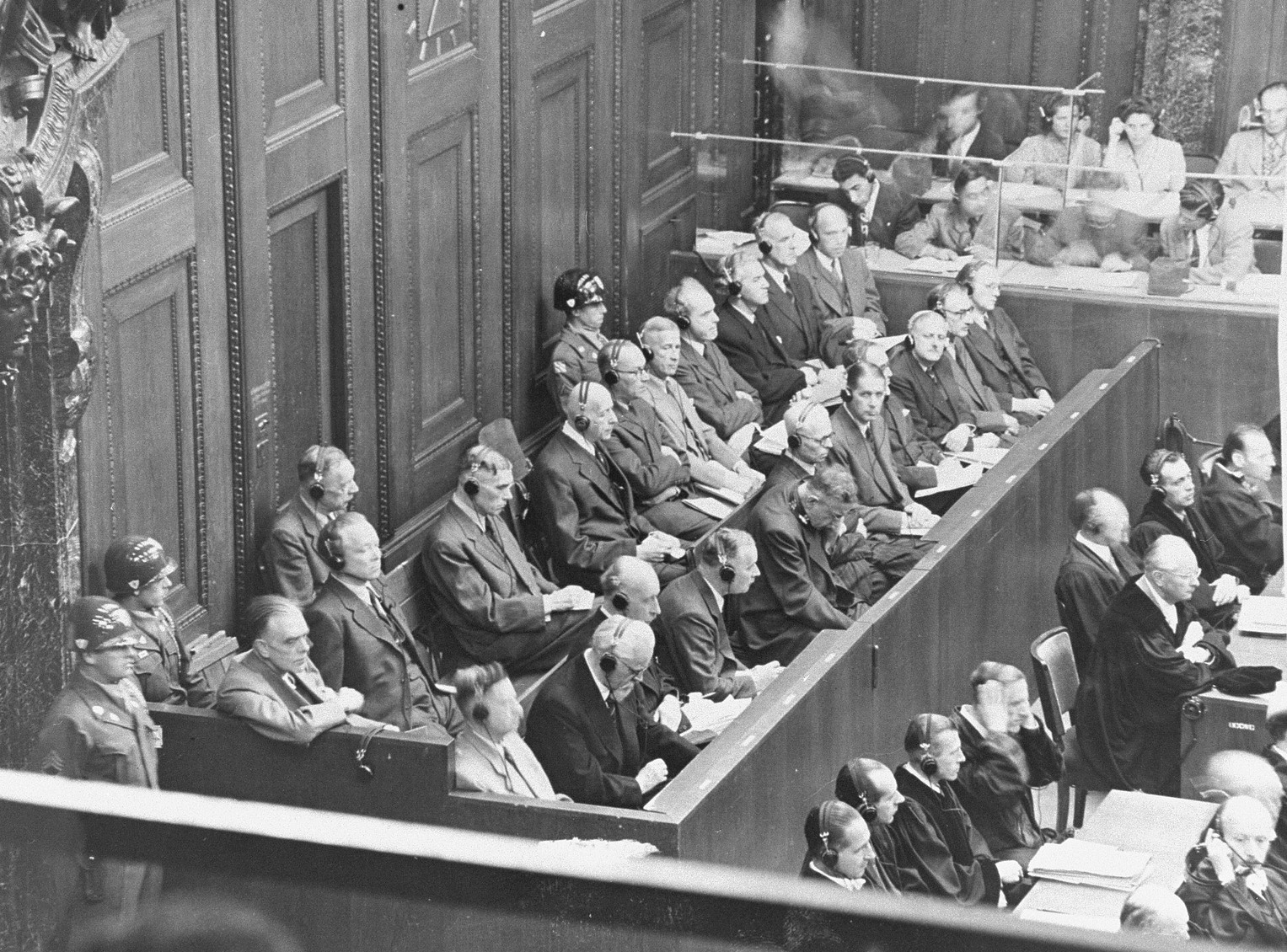
Подсудимые по делу IG Farben во время первого дня судебного заседания 27 августа 1947 года

Нюрнбергский процесс по делу IG Farben (официальное название «Соединённые Штаты Америки против Карла Крауха и других» (англ. The United States of America vs. Carl Krauch, et al.)) — шестой по счёту процесс Американского военного трибунала в Нюрнберге из 12 проведённых властями США в своей зоне оккупации Германии.

Судебное разбирательство длилось с 14 августа 1947 по 30 июля 1948 года. IG-Farben — конгломерат германских концернов, созданных в 1925 году, которые во время правления национал-социалистов производил пестицид Циклон Б, который использовался в газовых камерах для массовых убийств. 24 члена совета директоров и должностных лица IG-Farben обвинялись в массовых убийствах, принуждении к рабству и иных преступлениях против человечества. 13 обвиняемых были осуждены на разные сроки тюремного заключения, 10 оправдано и одному не был вынесен приговор по состоянию здоровья. Дополнительным решением суда предусматривалось разделение конгломерата IG-Farben на BASF, Bayer и Hoechst. В 1951 году осуждённые по этому делу были освобождены и вновь стали работать в различных промышленных корпорациях Германии.

## Состав трибунала

### Судьи
- Кёртис Шейк[англ.] (председательствующий судья);
- Джеймс Моррис[англ.];
- Пол Герберт[англ.];
- Кларенс Меррелл (запасной судья)[3].

### Обвинение
- Дрексел Шпрехер[4] (главный прокурор)[5];
- Телфорд Тейлор (главный адвокат обвинения)[6];
- 12 членов обвинения[6].

### Защита
- 87 членов защиты[6].

## Ход процесса
Сторона защиты столкнулась с тем, что имеющиеся документальные свидетельства преступной деятельности обвиняемых было трудно опровергнуть. Поэтому, защитники придерживались стратегии затягивания процесса: во-первых, ответчики заранее договорились, что Фриц тер Меер будет ответственным за деполитизированное описание структуры и деятельности IG-Farben (рассказ о деятельности с научной точки зрения, а не выполнения политических решений из Берлина); во-вторых, все обвиняемые будут утверждать, что использование труда узников концлагеря Освенцим было политическим решением руководства страны и они не могли ослушаться. Вдобавок к этому сторона защиты добилась того, что для каждого обвиняемого была выработана отличительная от остальных линия защиты. Это привело к тому, что уже на третий день слушаний суд выразил свое недовольство длительными объяснениями обвиняемых. Стратегия затягивания времени сыграла на руку последним: к этому моменту противостояние между бывшими союзниками антигитлеровской коалиции вылилось в так называемую холодную войну. На сторону обвинения было оказано давление и даже последовали обвинения в антисемитизме. В консервативных американских СМИ появлялись статьи, в которых шла речь о том, что в рядах обвинителей «слишком много евреев» и даже предпринимались попытки провести расследование: является ли заместитель главного советника по военным преступлениям Джошуа Дюбуа (младший) евреем или нет? Большинство обвиняемых полностью отрицали свою вину и настаивали на том, что им ничего не было известно о каких либо преступлениях. Другие же утверждали, что знали о тяжёлой участи узников концлагеря Освенцим и пытались улучшить условия их труда, но не могли сделать ничего большего. В ноябре 1947 года состоялся перекрёстный допрос обвиняемых и бывших британских узников, которые рассказали подробности жизни в концлагере и на производстве IG Farben. После этого у стороны защиты не осталось ничего другого, кроме как добиваться релятивизации индивидуальной ответственности обвиняемых (рассматривать их действия сквозь призму принуждения со стороны вышестоящего руководства). Основной судебный процесс закончился 28 мая, а судебные решения были вынесены 29 и 30 июля 1948 года. В общей сложности суд созывался 152 отдельных дня и было вызвано 102 свидетеля защиты и 87 свидетелей обвинения.

## Подсудимые
| Фото | Имя                | Должность                                                                           | Приговор                                            |
| ---- | ------------------ | ----------------------------------------------------------------------------------- | --------------------------------------------------- |
|      | Карл Краух         | один из руководителей концерна «IG Farben», фюрер военной экономики.                | шесть лет тюремного заключения                      |
|      | Германн Шмиц       | генеральный директор корпорации «IG Farben»                                         | четыре года тюремного заключения                    |
|      | Георг фон Шницлер  | член правления в «IG Farben»                                                        | пять лет тюремного заключения                       |
|      | Фриц Гаевский      | член наблюдательного совета «IG Farben»                                             | оправдан и освобождён                               |
|      | Генрих Хёрлайн     | член исполнительного совета одного из дочерних предприятий «IG Farben»              | оправдан и освобождён                               |
|      | Август фон Книрим  | член совета Anorgana одного из дочерних предприятий «IG Farben»                     | оправдан и освобождён                               |
|      | Фриц тер Меер      | один из ответственных строителей концлагеря Освенцим и Буна-Моновиц (концлагерь)    | семь лет тюремного заключения                       |
|      | Кристиан Шнайдер   | начальник контрразведки в «IG Farben», фюрер военной экономики                      | оправдан и освобождён                               |
|      | Отто Амброс        | член правления «IG Farben», фюрер военной экономики                                 | восемь лет тюремного заключения                     |
|      | Макс Брюггеманн    | юрисконсульт «IG Farben»                                                            | приговор не был вынесен ввиду отсутствия по болезни |
|      | Эрнст Бургин       | член совета технико-химического комитета «IG Farben», фюрер военной экономики       | два года тюремного заключения                       |
|      | Генрих Бютефиш     | начальник производства Буна-Моновиц, фюрер военной экономики                        | шесть лет тюремного заключения                      |
|      | Пауль Хафлигер     | член правления «IG Farben»                                                          | два года тюремного заключения                       |
|      | Макс Илгнер        | член правления «IG Farben», фюрер военной экономики                                 | три года тюремного заключения                       |
|      | Фридрих Яхне       | инженер «IG Farben», фюрер военной экономики                                        | 1 1/2 года тюремного заключения                     |
|      | Ханс Кюне          | начальник производства органических и неорганических химических веществ «IG Farben» | оправдан и освобождён                               |
|      | Карл Лаутеншлагер  | фармацевт «IG Farben», фюрер военной экономики                                      | оправдан и освобождён                               |
|      | Вильгельм Манн     | менеджер «IG Farben»                                                                | оправдан и освобождён                               |
|      | Генрих Остер       | член совета «IG Farben»                                                             | два года тюремного заключения                       |
|      | Карл Вюрстер       | химик «IG Farben»                                                                   | оправдан и освобождён                               |
|      | Уолтер Дюррфельд   | менеджер Буна-Моновиц                                                               | восемь лет тюремного заключения                     |
|      | Генрих Гаттино     | директор «IG Farben»                                                                | оправдан и освобождён                               |
|      | Эрих фон дер Хайде | сотрудник подразделения контрразведки NF 7 «IG Farben»                              | оправдан и освобождён                               |
|      | Ганс Куглер        | старший сотрудник «IG Farben»                                                       | один год тюремного заключения                       |